# Межквартильный размах
Межквартильный размах — мера вариативности одномерного распределения случайной величины. Одна из ключевых характеристик, использующихся при описании распределения, несмотря на относительно произвольно выбранную характеристику. Определяется через квантили, а именно принимается равной разнице между 75-м и 25-м процентилями, то есть между третьим и первым квартилями.

## Определение
Интуитивно естественным является понятие размаха, которое, с другой стороны, имеет существенный недостаток для представления о вариативности случайной величины. Этот недостаток существенно исправляет понятие межквартильного размаха.
Межквартильный размах — разность между третьим и первым квартилями. Обозначается английской аббревиатурой IQR (от слов Interquartile range).
Таким образом, {\displaystyle {\text{IQR}}=Q_{3}-Q_{1}}.

## Применение
Понятие межквартильного размаха находит широкое применение в научной литературе, особенно для визуального представления информации о распределениях случайных величин и их выборках.
Применяется в различных версиях ящиков с усами, обычно с коэффициентом 1,5.
Находит также применение в некоторых модификациях метода средней ошибки и метода постоянных раздражителей.